# 李桂丹
李 桂丹（り けいたん、1913年12月1日- 1938年2月18日）とは、中華民国空軍の軍人。遼寧省新民県公主屯鎮遼浜塔村出身。満州族。最終階級は上尉（大尉に相当）、死後少校(少佐に相当)。中央航校飛行科卒業（第2期）。撃墜数3。彼自身はエースパイロットではないが、同時期に活躍した高志航、劉粋剛、楽以琴とともに中国空軍の「四大金剛」と称されている。

## 生涯
7歳の時に父を失い、以降母の周夫人の手で育てられる 。1925年1月、奉天の成城中学に入学し、29年12月卒業。翌年5月1日、陸軍の中央軍官学校に歩兵科第九期生として入学 。そこでの成績が特に優秀だったため、1932年7月、中央航空学校に第二期生として推薦転学を果たす。この際、エースパイロットとなる劉粋剛、董明徳も共に転学している。
中央航校でもその優秀さが教官の高志航により認められ、33年12月の卒業後も教官として留まった。綏遠事件にて偵察任務を受けた事もある。その後航校駆逐組組長を経て、高志航率いる第四大隊の第21中隊へと配属された。1936年8月31日、第21中隊中隊長に就任。
1937年8月13日、台湾松山飛行場より飛来した鹿屋海軍航空隊所属の96式陸攻との空中戦、通称「八一四空戦」に参加し、柳哲生、王文驊と共同で一機を撃墜。続いて10月16日、共同で8機の日本軍機を大破させ、一躍英雄となる。同年11月1日、第4大隊の副大隊長に就任。21日、高志航の戦死を受け、大隊長に就任した。
翌年2月17日、第四大隊は武漢の防空任務を請け負い襄陽より武漢王家墩飛行場に移転した。高志航の頃は大隊長機もI-16であったが、この時李の乗機はI-152であった。18日、蚌埠飛行場を発した一連空の九六陸攻15機と援護隊の九六艦戦11機（第十二航空隊の5機、第十三航空隊6機、長：金子隆司大尉）が13時、漢口上空に飛来。中国空軍第4大隊もI-152 19機（大隊本部・第22・23中隊） I-16 10機（第21中隊）全機を発進させ迎撃。李はこの空中戦で戦死した。享年24。
この空中戦での戦果は日本海軍はI-15 15機（うち不確実1）、I-16 2機、SB 1機の計18機撃墜、4機喪失と発表、その中には指揮官の金子大尉も含む。中国側記録は、12機撃墜、被撃墜8機（うち3名生存）。

## 受賞
- 三星星序獎章[10]
- 七等雲麾勳章

## 人物像
冷静沈着で生真面目な性格である一方、豪快な一面もあり、周囲からの信頼も大きかった。中央航校の同期生でエースパイロットの周庭芳は、自身の生涯で最も尊敬する人物の一人として、李の名を挙げている。

## 関連作品
- 『遠去的飛鷹』：2011年3月、中国・華誼天意影視有限公司製作、愛奇芸・湖北総合頻道（中国語版）放送のTVドラマ。彼をモデルにした『李桂東』（演・郭秋成）が登場する。全30話。